# 阿拉恰特

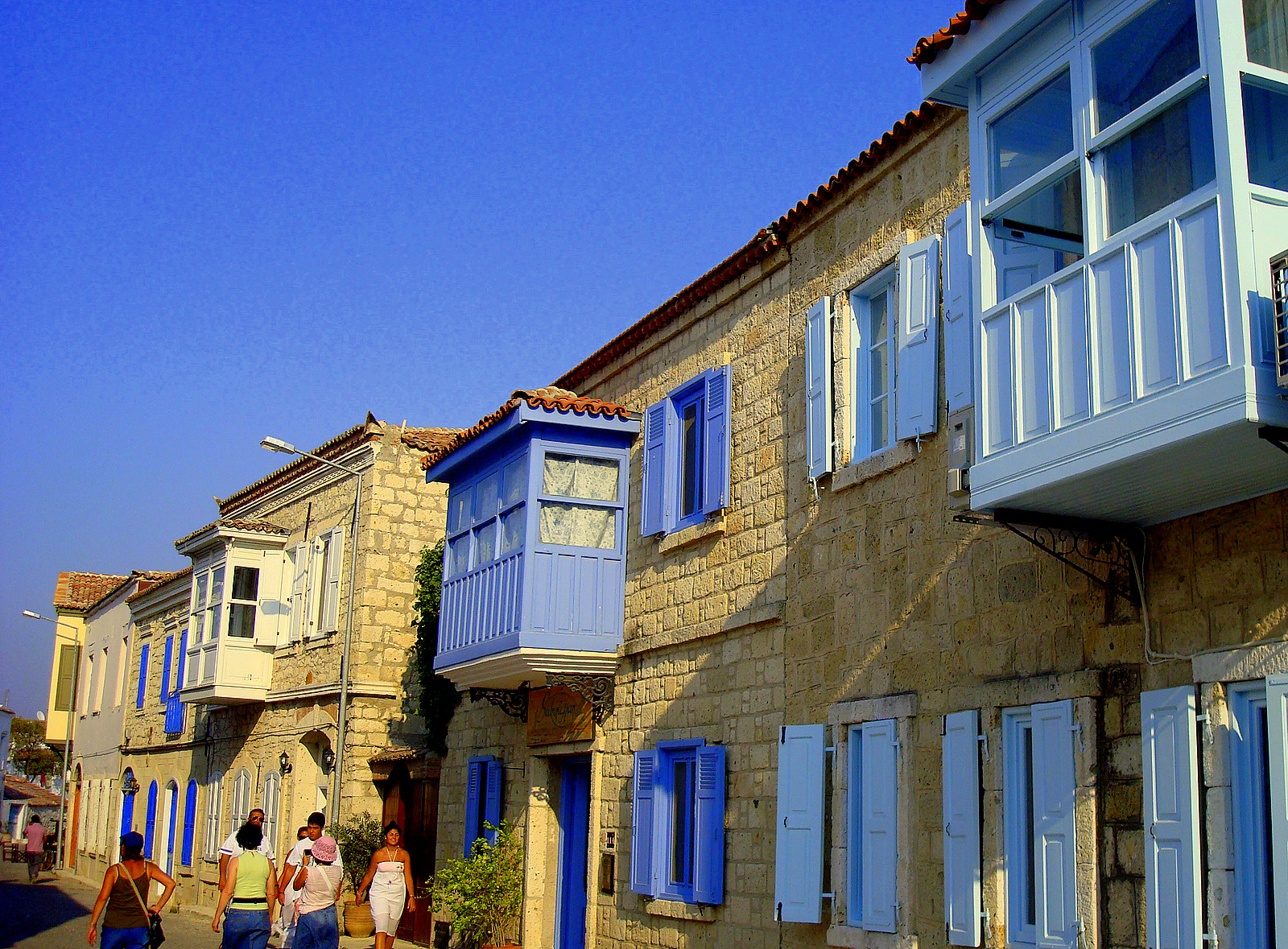

阿拉恰特是土耳其的城鎮，由伊茲密爾省負責管轄，位於該國西部愛琴海畔，面積704平方公里，海拔高度16米，是滑浪風帆的勝地，2000年人口8,401。
38°16′53″N 26°22′27″E / 38.2813889°N 26.3741667°E

## 外部連結
- Alaçatı Photos[永久]
- Alaçatı city guide （页面存档备份，存于）
- Alaçatı city guide
- Association of the Alatsateans in Athens, Greece （页面存档备份，存于）
- Association of the Alatsateans in Irakleio Crete, Greece （页面存档备份，存于）